# Bret McKenzie
Bret McKenzie, ONZM, (Wellington, 29 de junio de 1976) es un músico, comediante, actor y productor de Nueva Zelanda. Se desempeñó como supervisor de la música para la película de 2011 The Muppets y ganó un premio de la Academia a la Mejor Canción Original por la canción «Man or Muppet». Es también conocido por haber interpretado al elfo Lindir en las trilogías de Peter Jackson sobre El Señor de los Anillos y El hobbit. Su padre, Peter McKenzie, hizo el papel de Elendil en El Señor de los Anillos: la Comunidad del Anillo.

## Carrera
McKenzie nació en Wellington (Nueva Zelanda). Es un exmiembro de la banda The Black Seeds. Lanzó un álbum llamado Prototype y es miembro de la Orquesta de Ukulele Wellington International. Asistió a la Escuela Modelo Clifton Terrace ("modelo" se refiere a una escuela normal para la formación de profesores en lugar de modelado), Wellington College y la Universidad Victoria en Wellington, donde se reunió con Jemaine Clement, quien también estudiaba cine y teatro. Juntos formaron el dúo cómico musical Flight of the Conchords, con el suficiente éxito como para protagonizar la serie homónima que se emitió en HBO durante dos temporadas (2006-2007).
Como Flight of the Conchords han realizado giras internacionales y lanzaron cuatro álbumes. Uno de ellos, The Distant Future, ganó un Grammy al mejor álbum de comedia en 2008. Tras el fin de la serie televisiva en 2009, realizaron un solo tour en 2013. En enero de 2015, sin embargo, Jemaine Clement anunció que estaban en tratativas para volver a reunirse.
Junto con Clement, McKenzie fue presentado en 2008 como «una de las 100 personas más sexy» en una edición especial de la revista australiana Who?.
McKenzie tuvo un rol secundario interpretando a un elfo en la película El Señor de los Anillos: la Comunidad del Anillo. Aunque su personaje no tenía nombre, se volvió un fenómeno de Internet conocido como Figwit. Esto llevó a los productores de la trilogía a llamarlo nuevamente para El hobbit: un viaje inesperado en 2011, esta vez interpretando al elfo Lindir.
McKenzie, junto con el cómico australiano Hamish Blake, fue contratado para protagonizar una película neozelandesa, Two Little Boys.
Durante el verano de 2010, McKenzie voló a Los Ángeles (California) para servir como supervisor musical de la película Los Muppets. Compuso cuatro de las cinco canciones originales de su banda sonora, incluyendo «Man or Muppet», que en la 84.ª edición de los Premios de la Academia ganó el Óscar a la mejor canción original. También fue el supervisor musical y autor de las canciones de Muppets Most Wanted en 2014.

## Vida personal
Está casado con la publicista de Nueva Zelanda Hannah Clarke y vive entre Los Ángeles, Nueva York y Wellington, Nueva Zelanda. Tienen dos hijos, una hija nacida en 2009 y un hijo nacido en 2011.

## Filmografía

### Películas
| Año  | Título                                           | Rol        | Notas                                                             |
| ---- | ------------------------------------------------ | ---------- | ----------------------------------------------------------------- |
| 2001 | El Señor de los Anillos: la Comunidad del Anillo | Lindir     | Sin acreditar                                                     |
| 2003 | El Señor de los Anillos: el retorno del Rey      | Lindir     |                                                                   |
| 2004 | Futile Attraction                                | Wickam     |                                                                   |
| 2008 | Pantsed                                          | Cita       | Cortometraje                                                      |
| 2009 | Diagnosis: Death                                 | Dr. Cruise |                                                                   |
| 2011 | The Muppets                                      |            | Supervisor musical. Ganador del Oscar por mejor canción original. |
| 2012 | The Outback                                      | Hamish     | Voz                                                               |
| 2012 | Two Little Boys                                  | Nige       |                                                                   |
| 2012 | El hobbit: un viaje inesperado                   | Lindir     |                                                                   |
| 2013 | Austenland                                       |            | Martin                                                            |
| 2014 | Muppets Most Wanted                              |            | Supervisor musical.                                               |

### Televisión
| Año       | Título                                | Rol                       | Notas                                                     |
| --------- | ------------------------------------- | ------------------------- | --------------------------------------------------------- |
| 2007-2009 | Flight of the Conchords               | Bret                      | Elenco principal. También cocreador, escritor y productor |
| 2008      | The Drinky Crow Show                  | Extraterrestre            | 2 episodios                                               |
| 2009      | Tim and Eric Awesome Show, Great Job! | Compañero de tenis de Tim | 2 episodios                                               |
| 2010      | Los Simpson                           | Kurt                      | Episodio: Elementary School Musical                       |

## Premios y nominaciones

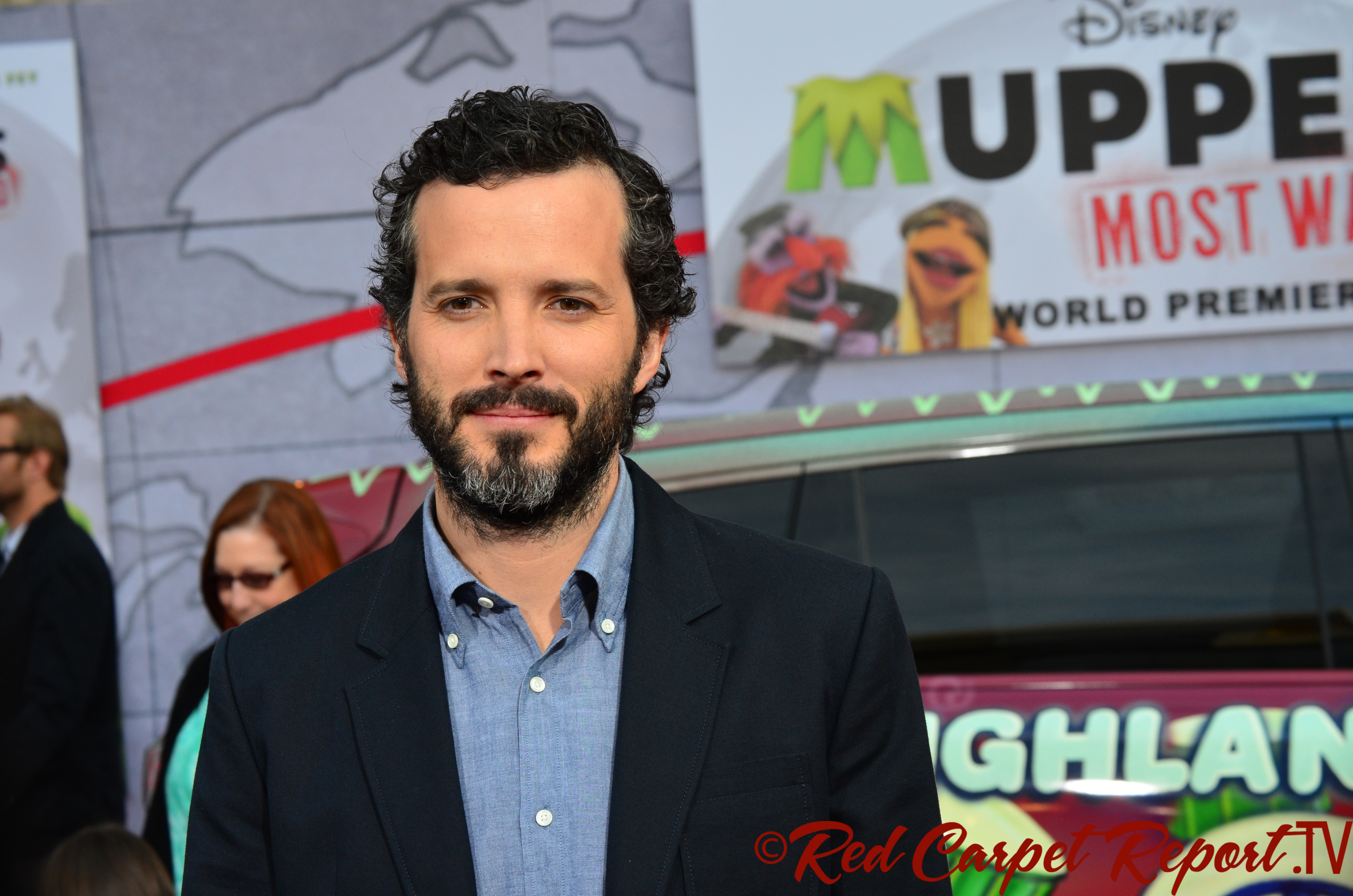
Bret McKenzie en la premier de Muppets Most Wanted

| Año  | Premio                                 | Categoría                          | Por                                              | Resultado |
| ---- | -------------------------------------- | ---------------------------------- | ------------------------------------------------ | --------- |
| 2008 | Premios WGA                            | Serie de comedia                   | Flight of the Conchords                          | Nominado  |
| 2008 | Premios WGA                            | Nueva serie                        | Flight of the Conchords                          | Nominado  |
| 2008 | Premios WGA                            | Comedia de episodios               | Flight of the Conchords                          | Nominado  |
| 2008 | Premios Primetime Emmy                 | Mejor guion - serie de comedia     | Flight of the Conchords                          | Nominado  |
| 2008 | Premios Primetime Emmy                 | Mejor música y letra               | Flight of the Conchords                          | Nominado  |
| 2009 | ASCAP Film and Television Music Awards | Mejor serie de televisión          | Flight of the Conchords                          | Ganador   |
| 2009 | Premios Primetime Emmy                 | Mejor guion - serie de comedia     | Flight of the Conchords                          | Nominado  |
| 2009 | Premios Primetime Emmy                 | Mejor música y letra               | Flight of the Conchords                          | Nominado  |
| 2009 | Premios Primetime Emmy                 | Mejor serie de comedia             | Flight of the Conchords                          | Nominado  |
| 2011 | Premios Satellite                      | Mejor canción original             | The Muppets Por la canción "Man or Muppet"       | Nominado  |
| 2011 | Premios Satellite                      | Mejor canción original             | The Muppets Por la canción "Life's a Happy Song" | Nominado  |
| 2012 | Premios Óscar                          | Mejor canción original             | The Muppets Por la canción "Man or Muppet"       | Ganador   |
| 2012 | ASCAP Film and Television Music Awards | Mejor película de taquilla         | The Muppets                                      | Ganador   |
| 2012 | Premios de la Crítica Cinematográfica  | Mejor canción                      | The Muppets Por la canción "Life's a Happy Song" | Ganador   |
| 2012 | Premios de la Crítica Cinematográfica  | Mejor canción                      | The Muppets Por la canción "Man or Muppet"       | Nominado  |
| 2013 | Premios Grammy                         | Mejor recopilación de banda sonora | The Muppets                                      | Nominado  |